# Rodolfo Dubó
Rodolfo del Rosario Dubó Segovia (* 11. September 1953 in Punitaqui) ist ein ehemaliger chilenischer Fußballspieler und -trainer. Der 46-malige Nationalspieler nahm mit Chile an der Fußball-Weltmeisterschaft 1982 in Spanien teil.

## Vereinskarriere
Rodolfo Dubó kam von der Jugend des Deportes Ovalle 1972 zum Debüt im Profifußball. 1975 wechselte er zum CD Palestino, mit dem er im ersten Jahr die Copa Chile gewann. 1977 gewann Dubó erneut die Copa Chile. Sein größter Erfolg war jedoch der Gewinn der Meisterschaft 1978. Bei der Copa Libertadores 1979 erreichte das Team palästinensischer Einwanderer das Halbfinale.
Nach einem kurzen Aufenthalt bei Universidad de Chile kam Dubó wieder zurück zum CD Palestino und spielte weitere Jahre für den Klub. Die Meisterschaft 1986 verpasste Palestino knapp, als das Team das Entscheidungsspiel gegen den CSD Colo-Colo verlor. So blieb Dubó und Palestino nur die Vizemeisterschaft. 1989 zog sich Dubó aus dem Profifußball zurück und spielte für Deportes Lozapenco, mit denen er die Meisterschaft der Tercera División gewinnen konnte.

## Nationalmannschaftskarriere
Rodolfo Dubó gab sein Debüt für Chile unter Caupolicán Peña im Januar 1977 beim 4:0-Erfolg im Freundschaftsspiel gegen Paraguay. Dubó spielte bei der Copa América 1979 vier der neun Partien Chiles. La Roja, wie die Nationalmannschaft Chiles auch genannt wird, konnte sich durch den Gruppensieg für das Halbfinale qualifizieren und dort Peru besiegen. Im Entscheidungsspiel des Finales gegen Paraguay fiel der Vergleich zugunsten der Paraguayer aus.
Dubó spielte die Qualifikation zur Weltmeisterschaft 1982 und wurde auch für das Endturnier in Spanien von Trainer Luis Santibáñez nominiert. In der Gruppenphase, in der Dubó alle drei Spiele absolvierte, kassierte Chile drei Niederlagen und schied somit als Letzter der Gruppe A aus. Bei der Copa América 1983 spielte der 1,78 m große Mittelfeldspieler alle vier Partien. Bei den Heimspielen gegen Venezuela traf er beim 5:0-Erfolg zum zwischenzeitlichen 2:0 und beim 2:0-Erfolg gegen Uruguay zur Führung. Aufgrund des Unentschiedens in Venezuela und der Niederlage in Uruguay schied Chile als Gruppenzweiter hinter Uruguay aus.
Das letzte Länderspiel absolvierte Dubó im Oktober 1985 beim torlosen Unentschieden gegen Paraguay. Insgesamt erzielte er drei Tore in 46 Einsätzen für sein Land.

## Trainerkarriere
Rodolfo Dubó kam 1997 zu seinem ersten Cheftrainerjob und arbeitete bis 1998 beim AC Barnechea. 2000 trainierte er Unión La Calera, mit denen er die Meisterschaft der Tercera División gewann. 2001 war Dubó für ein halbes Jahr bei Deportes Melipilla und 2001 bis 2002 bei CD San Luis de Quillota. Zwischen 2004 und 2007 arbeitete Dubó als Co-Trainer von José Sulantay bei der U-20-Nationalmannschaft.

## Erfolge

### Spieler
CD Palestino
- Chilenischer Pokalsieger: 1975, 1977
- Chilenischer Meister: 1978

Deportes Lozapenco
- Meister der Tercera División: 1989

Chile
- Finalist der Copa América: 1979

### Trainer
Unión La Calera
- Meister der Tercera División: 2000